# کریم خودسیانی
کریم خودسیانی (زادهٔ ۲۴ تیر ۱۳۵۸ در اصفهان) نویسنده، فیلم نامه‌نویس و مجری تلویزیون و از گرجی‌های ایران است.

## زندگی‌نامه
کریم خودسیانی در تاریخ ۲۴ تیر ۱۳۵۸ در اصفهان متولد شد. او برادرزادهٔ علی خودسیانی و اصالتاً از گرجی‌های فریدونشهر است. او در مصاحبه ای گفته‌است: «آموزه‌های علی خودسیانی برایم مفید بود اما صرفاً خودسیانی بودن نه تنها مفید نبود بلکه در فرصت‌های زیادی مانع رشد من شد. من با علاقه به بازیگری وارد این حرفه شدم ولی عمویم با بازی کردن من مخالف بود و مانع استفادهٔ من از آن فرصت‌ها شد که بعدها پشیمان شد ولی دیر شده بود».
خودسیانی از سن ۱۳ سالگی به‌طور حرفه‌ای تئاتر کار می‌کرده و برندهٔ جوایز زیادی از جشنواره‌های تئاتر بوده‌است. او در سن ۲۱ سالگی، هنگامی که دانشجوی رشتهٔ مهندسی متالوژی دانشگاه آزاد نجف آباد بود کار خود را در سینما و تلویزیون با کار در گروه تصویر و همچنین فیلم نامه‌نویسی شروع کرد و آن را با کار در سریال‌های کارگران و آتیه ادامه داد. او بعدها از رشتهٔ کارگردانی حرفه‌ای سینما در تهران فارغ‌التحصیل شد. وی فضاهای مختلف کار فیلمسازی را تجربه کرد ولی فیلم نامه‌نویسی را به عنوان کار اصلی و تخصص خود دنبال می‌کرد.
کریم خودسیانی فعالیت خود در حوزهٔ اجرا را از سال ۱۳۹۱ و با اجرای زندهٔ برنامهٔ شهر باران در شبکهٔ یک سیما آغاز کرد.
خودسیانی جنجالی‌ترین و بدون حاشیه‌ترین اجراهای تلویزیونی را در سالیان اخیر ثبت کرده‌است. پرسروصداترین برنامهٔ او شهر باران و مصاحبه با سعید شهروز بوده‌است. او پس از شهر باران مشغول اجرای برنامهٔ سیمای خانواده شد که پس از مدتی به دلیل پیشامد بیماری قادر به ادامه کار نبود و چند ماهی به استراحت پرداخت.
او مجری ویژه برنامه ایی از قبیل عید غدیر، شب یلدا و … بوده و همچنین مدتی برنامهٔ امروز هنوز تموم نشده را اجرا کرده‌است. پس از آن مجری برنامهٔ ساعت شنی بود که محتوای آن مصاحبه با افراد مشهور با موضوع 'تجربهٔ مرگ' در ۳۰ قسمت اول، و 'حق‌الناس' در ۳۰ قسمت دوم بود.
آخرین برنامهٔ او ویژه برنامهٔ ماه رمضان ۹۷ به نام «آدم‌های خوب شهر» بود که فقط یک هفته به اجرای آن پرداخت و پس از آن اجازهٔ فعالیت به او داده نشد. او در مصاحبه ای که با خبرگزاری تسنیم داشت دلیل آن را انتقادش به مدل گزینش تکرای و هرسالهٔ سازمان در آخرین نوبت گزینش اش اعلام کرد.

## فعالیتها

### نویسندگی و سرپرست نویسندگان

#### تلویزیون
- سایه روشن[۴]
- با اجازه بزرگترها[۵]
- ترمه
- تجربه‌های آقای خوشبخت[۶]
- لبخند بی لهجه[۷]
- کارگران[۲]
- آتیه[۲]
- سرپرست نویسندگان فیتیله
- سرپرست نویسندگان دست نزن جیزه
- سرپرست نویسندگان هفت سینو بچین
- حکایت های کمال
- دوقلوها
- دادستان
- آنکه رفت
- بدون شرط
- محله تهرونیا
- خاگینه
- ایکس ری
- این گروه خشن
- خواستگاران
- این گروه لطیف
- بیست و چهار
- زندگی جاریست
- روبی و روبک
- جایی بالاتر از ابرها
- آزادی مشروط

#### نمایش خانگی
- هشتگ خاله سوسکه

#### سینما
- تا مدار ۱۰ درجه[۸]
- شکلاتی[۹]
- کاتیوشا[۱۰]
- سیلی شیرین[۱۱]

زن ها فرشته اند ۲

#### فیلم کوتاه
- استخوان[۱۲]

### اجرا
- شهر باران، شبکهٔ یک سیما[۲]
- سیمای خانواده، شبکهٔ یک سیما
- ساعت شنی، شبکهٔ پنج سیما[۱۳]
- امروز هنوز تموم نشده، شبکهٔ یک سیما[۱۴]
- ۰۵۱۳، شبکهٔ خراسان رضوی[۲]
- آدم‌های خوب شهر، شبکهٔ دو سیما[۲]

### بازیگری
- دولت مخفی[۱۵]
- همچون سرو[۱۶]
- خواستگاران[۱۷]
- عشق گمشده[۲]